# Sae Nanjō
Sae Nanjō (jap. 南條早映 Nanjō Sae; ur. 15 lipca 1999) – japońska zapaśniczka walcząca w stylu wolnym.
Brązowa medalistka mistrzostw świata w 2021. Mistrzyni Azji w 2017 i 2023. Triumfatorka Pucharu Świata w 2018 i 2019. Mistrzyni świata U-23 w 2019 i 2022; juniorów w 2019; druga w 2018. Trzecia na MŚ kadetów w 2015 i mistrzostwach Azji kadetów w 2016. Mistrzyni świata i Azji juniorów w 2017 roku.